# 三江镇 (锦屏县)
三江镇是中华人民共和国贵州省黔东南苗族侗族自治州锦屏县下辖的一个乡镇级行政单位。

## 行政区划
三江镇下辖以下地区：
飞山社区、风雨桥社区、码头社区、步行街社区、龙塘村、赤溪坪村、排洞村、潘寨村、圭腮村、龙啦村、皇封村、甘寨村、新寨村、江西街村、坪地村、瓮寨村、菜园村、卦治村、银洞村、平金村、亮江村、令冲村、合冲村和乌坡村。